# Grupo Unicornio
El Grupo Unicornio fue una banda de música venezolana, conformada por los hermanos José Antonio, Juan Carlos y Jesús Bordell, Jonás Rubén Gómez Arguinzones y Jorge Flores, que tuvo existencia entre 1980 y 1984.  
En 1982 ganaron el Festival de la OTI, celebrado en Lima (Perú), con la canción «Puedes contar conmigo», de los autores Luis Gerardo Tovar y Carlos Moreán. Esta canción gozó de gran audiencia no solo en Venezuela y Latinoamérica, sino que también en otras partes del mundo.[cita requerida]
En 2011 un sujeto armado con una escopeta asesinó a Jonás Rubén Gómez Arguinzones. En la madrugada del sábado 1 de julio de 2017, el hampa asesinó a la voz líder de esta agrupación, José Antonio Bordell.

## Discografía
- Unicornio (1980)
- La magia de... (1981)
- Unicornio en vivo (1982)
- Triunfadores (1983)